# Lunathyrium vegetius
Lunathyrium vegetius là một loài dương xỉ trong họ Athyriaceae. Loài này được Kitag. Ching mô tả khoa học đầu tiên năm 1964.